# Мехонцев, Леонид Яковлевич
Леони́д Я́ковлевич Мехо́нцев (22 марта 1913, Шадринск, Пермская губерния — 28 августа 1980, Свердловск) — советский рабочий-передовик, токарь-универсал завода «Уралэлектротяжмаш» в Свердловске, Герой Социалистического Труда (1966), заслуженный рационализатор РСФСР.

## Биография
Родился 22 марта 1913 года в семье служащих в городе Шадринске Шадринского уезда Пермской губернии (ныне — город областного подчинения Курганской области).
С 1934 года — на заводе «Уралэлектротяжмаш» в городе Свердловске, где проработал более 40 лет. В 1934 году внёс своё первое рационализаторское предложение. Во время Великой Отечественной войны Леонид Мехонцев давал самый высокий процент выработки — 1474 %, то есть один выполнял работу за 15 человек.
За внедрение универсальных резцов по металлу, пластмассе и резине был удостоен четырех золотых медалей ВДНХ, читал лекции о токарном мастерстве в городах Советского Союза, а также в ГДР и Чехословакии.
Был ректором Областного университета новаторов.
Скончался 1 августа 1980 года. Похоронен на Восточном кладбище города Екатеринбурга.

## Награды и звания
За свои достижения был награждён:
- Герой Социалистического Труда, 8 августа 1966 года, «за выдающиеся успехи в выполнении семилетнего плана и достижение высоких показателей в работе»
  - Орден Ленина № 335355
  - Медаль «Серп и Молот» № 14187
- Медаль «За трудовое отличие», 21 января 1944 года
- Юбилейная медаль «За доблестный труд. В ознаменование 100-летия со дня рождения Владимира Ильича Ленина», 1970 год
- Медаль «За доблестный труд в Великой Отечественной войне 1941—1945 гг.»
- четыре Золотых медалей ВДНХ
- золотая медаль имени С. И. Вавилова, «за популяризацию токарного дела и выдающийся вклад в распространение научных знаний»
- звание Заслуженный рационализатор РСФСР
- звание «Почетный уралэлектротяжмашевец».

## Память
- Установлена мемориальная доска на торце дома, где жил Л. Я. Мехонцев, ул. Энтузиастов, 39 (перекрёсток с Шефской) в Орджоникидзевском районе города Екатеринбурга. 22 июня 2018 года доска была обновлена[3][4].
- В 1998 году Свердловским областным советом новаторов была учреждена премия премии имени Л. Я. Мехонцева «за наиболее эффективные рационализаторские предложения»[1].
- В августе 2018 года присвоено имя улице в Орджоникидзевском районе города Екатеринбурга. Расположена на территории, ограниченной ориентирами: улица Полевая − продолжение улицы Ярославской − коллективный сад «Сигнал»[5].